# DDR-Meisterschaften im Fechten 1983
Die DDR-Meisterschaften im Fechten wurden 1983 zum 32. Mal ausgetragen und fanden vom 28. bis 30. Januar in Potsdam in der Sporthalle an der Heinrich-Mann-Allee statt. Die 26-jährige Mandy Niklaus konnte ihren Titel aus dem Vorjahr erfolgreich verteidigen und errang nach 1976, 1980 und 1982 ihre vierte Meisterschaft.

## Medaillengewinner

### Einzelmeisterschaften
| Disziplin | Gold                                       | Silber                              | Bronze                                |
| Männer    | Männer                                     | Männer                              | Männer                                |
| --------- | ------------------------------------------ | ----------------------------------- | ------------------------------------- |
| Florett   | Thomas Heidenescher (ASK Vorwärts Potsdam) | Hartmuth Behrens (SC Dynamo Berlin) | Adrian Germanus (SC Motor Jena)       |
| Degen     | Karsten Hustig (SC Leipzig)                | Frank Brademann (SC Dynamo Berlin)  | Uwe Koslowski (SC Dynamo Berlin)      |
| Säbel     | Rüdiger Müller (ASK Vorwärts Potsdam)      | Thomas Meyer (SC Dynamo Berlin)     | Thomas Bartsch (ASK Vorwärts Potsdam) |
| Frauen    |                                            |                                     |                                       |
| Florett   | Mandy Niklaus (SC Dynamo Berlin)           | Petra Faber (ASK Vorwärts Potsdam)  | Gabriele Janke (SC Dynamo Berlin)     |

## Medaillenspiegel
| Platz | Verein                        | Verein               | Gold | Silber | Bronze | Total |
| ----- | ----------------------------- | -------------------- | ---- | ------ | ------ | ----- |
| 1     | Logo vom ASK Vorwärts Potsdam | ASK Vorwärts Potsdam | 2    | 1      | 1      | 4     |
| 2     | Logo vom SC Dynamo Berlin     | SC Dynamo Berlin     | 1    | 3      | 2      | 6     |
| 3     | Logo vom SC Leipzig           | SC Leipzig           | 1    | –      | –      | 1     |
| 4     | Logo vom SC Motor Jena        | SC Motor Jena        | –    | –      | 1      | 1     |
|       | Total                         | Total                | 4    | 4      | 4      | 12    |